# 大湊良蔵
大湊 良蔵（おおみなと りょうぞう）は、日本の映像作家、アニメーター。
福島県郡山市出身。スタジオガイナ所属。

## 主な作品

### みんなのうた
- ◆は、5分間1曲枠の楽曲（ロングのうた）。
- あなたの声 / 上白石萌音（2017年10月・11月放送）◆

### テレビアニメ
- 想いのかけら - 動画
- フライングベイビーズ - キャラクターデザイン・作画監督・コンテ・色彩設計[1]
- 木下抗菌サービス キノシールド CM - キャラクターデザイン・アニメーション
- ステイングベイビーズ - キャラクターデザイン・作画監督・コンテ・色彩設計

### WEB配信アニメ
- 食べちゃったっていいのにな - キャラクターデザイン・作画監督・コンテ・色彩設計[2]